# Rima bint Bandar Al Su’ud
Rima bint Bandar Al Su’ud, arab. ‏ريما بنت بندر آل سعود‎ (ur. 15 lutego 1975 w Rijadzie) – saudyjska dyplomatka i członkini rodziny królewskiej. Pierwsza kobieta na stanowisku ambasadora Arabii Saudyjskiej.

## Życiorys
Urodziła się w 1975 roku w Rijadzie jako dziecko Bandara ibn Sultana oraz Hajfy bint Su'ud. Jej pradziadkiem, zarówno od strony matki, jak i ojca, jest Abd al-Aziz ibn Su’ud, twórca i pierwszy król Arabii Saudyjskiej. Wychowała się w Stanach Zjednoczonych, gdzie jej ojciec był ambasadorem Arabii Saudyjskiej w latach 1983–2005. Ma siódemkę rodzeństwa. Dwóch jej braci również pracuje w administracji publicznej Arabii Saudyjskiej: Chalid ibn Bandar Al Su’ud oraz Fajsal ibn Bandar ibn Sultan Al Su’ud.

### Edukacja
Ukończyła studia z tytułem Bachelor of Arts z nauk muzealnych na Uniwersytecie Jerzego Waszyngtona. Po ukończeniu studiów wróciła do Rijadu, gdzie uczęszczała na zajęcia w THNK School of Creative Leadership w latach 2014–2015. Marymount University przyznał jej honorowy doktorat.

### Kariera zawodowa
W 2019 roku została powołana na stanowisko ambasadora Arabii Saudyjskiej w Waszyngtonie. Swój list uwierzytelniający złożyła na ręce Donalda Trumpa 8 lipca 2019. Została pierwszą kobietą na stanowisku ambasadora Arabii Saudyjskiej. Została również mianowana pierwszą kobietą na stanowisko w randze ministra w historii Arabii Saudyjskiej.

### Pozostała działalność
Rima bint Bandar jest członkinią jednego z komitetów pomocniczych Międzynarodowego Komitetu Olimpijskiego poświęconego kobietom i równości w sporcie. Od 2020 roku jest też członkinią Międzynarodowego Komitetu Olimpijskiego. Jest też członkinią Saudyjskiego Komitetu Olimpijskiego oraz Saudyjskiego Komitetu Paralimpijskiego. W przeszłości (do 2019 roku) była również przedstawicielką Arabii Saudyjskiej w UNESCO, stanowisko to opuściła w związku z powołaniem na ambasadorkę w USA.